# Micromonodes endotherma
Micromonodes endotherma là một loài bướm đêm trong họ Noctuidae.